# Monte da Transfiguração

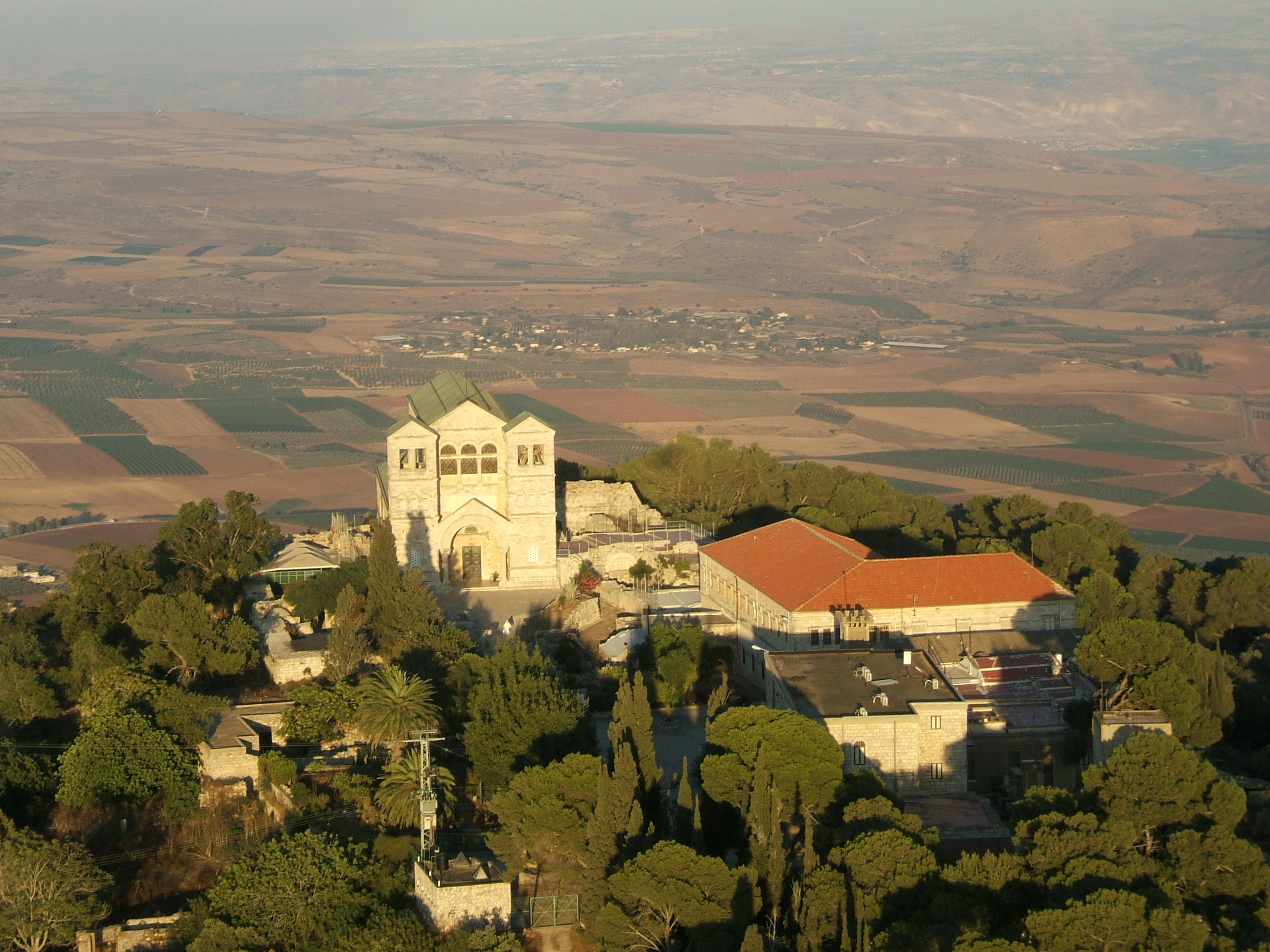
Igreja franciscana da Transfiguração sobre o monte Tabor

Uma das incógnitas do Novo Testamento é a identificação da montanha onde Jesus passou por sua Transfiguração. Segundo Evangelho de Mateus:

"Seis dias depois, tomou Jesus consigo a Pedro, Tiago e João, seu irmão, e os conduziu em particular a um alto monte, E transfigurou-se diante deles; o seu rosto resplandeceu como o sol, e as suas vestes tornaram-se brancas como a luz. E eis que lhes apareceram Moisés e Elias, falando com ele. Então Pedro, e disse a Jesus: Senhor, é bom para nós estarmos aqui: se queres, farei aqui três tendas; uma para ti, outra para Moisés e outra para Elias. Enquanto ele ainda falava, eis que uma nuvem luminosa os cobriu; e eis que uma voz fora da nuvem, que dizia: Este é o meu Filho amado, em quem me comprazo; a ele ouvi. E quando os discípulos, ouvindo isto, caíram sobre seus rostos, e tiveram grande temor. E Jesus veio e tocou-lhes, e disse: Levantai-vos, e não tenhais medo. E quando eles tinham levantaram os olhos, não viram a ninguém senão a Jesus somente. E, descendo eles do monte, Jesus ordenou-lhes, dizendo: Dize a visão de ninguém, até que o Filho do homem seja ressuscitado dentre os mortos." (Mateus 17:1–9, KJV)

## Identificações
Vários candidatos a serem a montanha da Transfiguração foram sugeridos, dentre eles:

### Tabor
Monte Tabor é o local tradicional. A mais antiga identificação do Monte da Transfiguração foi o Tabor por Orígenes, no século terceiro. Ele também é mencionado por São Cirilo de Jerusalém e São Jerônimo no século IV. A Igreja da Transfiguração está localizada no topo do Monte Tabor. Mais tarde é mencionado no século V na Transitus Beatae Mariae Virginis.

### Hermon
Monte Hermon, foi sugerido por R. H. Fuller e J. Lightfoot por duas razões: é o monte mais alto da região - e a Transfiguração ocorreu em "um monte alto" (Mateus 17: 1) -, e está localizado perto de Cesareia de Filipe (Mateus 16:13), onde os eventos anteriores ocorreram.